# بلجيكية القطب الجنوبي
بلجيكية القطب الجنوبي أو ذبابة القطب الجنوبي (الاسم العلمي: Belgica antarctica)، هي نوع من الذباب الصغير عديم الطيران، تستوطن في القارة القطبية الجنوبية. يبلغ طوله 2-6 مم (0.079-0.24 بوصة)، وهو أكبر حيوان بري بحت موطنه القارة القطبية الجنوبية. كما أن لديه أصغر جينوم حشرات معروف اعتبارًا من عام 2014، مع 99 مليون زوج أساسي فقط من النيوكليوتيدات (وحوالي 13500 جين). إنها الحشرة الوحيدة التي يمكنها البقاء على قيد الحياة على مدار العام في القارة القطبية الجنوبية.